# Siti Alnfor
Siti Alnfor Ahmed Bakr (en arabe : ست النفور احمد بكار), est une infirmière soudanaise et défenseuse des droits de la femme au Soudan, née le 10 septembre 1997 et morte 17 novembre 2021,.

## Biographie
Née le 10 septembre 1997, Siti Alnfor, également connue sous le nom de Sitna, est une infirmière diplômée de l' Université Neelain,. Originaire d'al-Kadro, au nord de Khartoum-Nord, elle est une militante des droits des femmes, active tout au long de la révolution soudanaise depuis 2018,.

## Meurtre de Sitna
Le 25 octobre 2021, le général  Abdel Fattah al-Burhan dirige un coup d'État militaire au Soudan,prenant le contrôle du gouvernement . Ce coup d'État provoque la dissolution du gouvernement, la proclamation de l'état d'urgence  et l'arrestation de plusieurs hauts responsables . Sous prétexte de « corriger le cours de la révolution », la junte militaire interrompt la transition politique amorcée après la révolution de 2019.
Des groupes civils clés dont l’ Association des professionnels soudanais et les Forces pour la liberté et le changement, appellent à la désobéissance civile et au refus de coopérer avec les organisateurs du coup d’État. Les manifestations contre le coup d'État commencent  les 25 et 26 octobre et au moins 10 civils sont tués et plus de 140 blessés par l'armée au cours de la première journée de manifestations .
Les manifestations et les grèves se poursuivent, avec entre 200 000 et 2 millions de manifestants à travers le Soudan le 30 octobre  et 15 personnes abattues par les forces de sécurité lors de manifestations organisées par les comités de résistance soudanais le 17 novembre,.
Le 17 novembre 2021, des troubles éclatent à Khartoum Nord et dans la rue Al Siteen à Al Amarat, faisant des morts et des blessés. Les manifestants, qui réclament un gouvernement civil, se heurtent à la résistance des forces de sécurité et de police, qui utilisent des gaz lacrymogènes et des balles réelles. Le Comité central des médecins soudanais confirme que ces événements entraînent la perte de 15 vies. Des séquences vidéo montrent que la police anti-émeute du gouvernement soudanais, les Forces centrales de réserve, les forces de police soudanaises et des individus non identifiés du Service de renseignement général en tenue civile figurent parmi les agresseurs potentiels des manifestants.
Une vidéo publiée sur Facebook montre un site de manifestation près de la place Al Rabiata Shambat et du stade Al Taawun sur la rue Al Mouna Bahri. La vidéo capture le bruit de ce qui semble être des coups de feu et des manifestants en fuite. Bien que la vidéo ne montre aucune force de sécurité ni police, elle montre de la fumée blanche, peut-être indicative de gaz lacrymogène. Vers 16 heures, la vidéo montre également une femme, identifiée plus tard comme Siti Alnfor Ahmed Bakr, emmenée après avoir été blessée par balle au menton par les forces de sécurité,,.
Les victimes de la manifestation sont transportées à l'hôpital international de la rue Al Zaim Al Azhari, où d'autres manifestations éclatent avec des chants contre le gouvernement militaire.

## Conséquences
La photo de Siti Alnfor devient un symbole des manifestations soudanaises,. Son visage, représenté sur des drapeaux noirs et blancs, s'affiche chaque semaine dans les rues de Khartoum lors des manifestations contre le coup d'État.
Dans les jours qui suivent, le ministère de la Culture et de l'Information, place le nom de Siti Alnfor en couverture de sa page Facebook  et le chargé d'affaires américain à Khartoum, Brian Shawkan, rend visite à la famille de Siti Alnfor pour lui présenter ses condoléances.
Le père de Siti Alnfor refuse une autopsie . Cependant, son corps est exhumé et examiné, le 16 décembre 2021,,.
Une salle de radiologie de l'hôpital universitaire Ibrahim Malik porte le nom de Siti Alnfor, et une cérémonie commémorative en son honneur se tient le 16 novembre 2022 près de sa maison à al-Kadro,